# Alban Curteis
Alban Thomas Buckley Curteis (13 janvier 1887 — 27 novembre 1961) est un officier de marine britannique, amiral de la Royal Navy.

## Carrière navale
Curteis rejoint la Royal Navy en 1902 et sert pendant la Première Guerre mondiale. Il est nommé Commandant du HMS Verity en 1922, Flag captain du HMS Despatch et chef d'état-major au commandant en chef de la North America and West Indies Station en 1928. Il est successivement nommé capitaine de pavillon du HMS Nelson et capitaine de la flotte au commandement en chef de la Home Fleet en 1931 avant de devenir capitaine du Britannia Royal Naval College en 1933. Il devient capitaine de la flotte de la Home Fleet en 1935, puis commandant de la Royal Naval Barracks à Devonport en 1938.
Il sert pendant la Seconde Guerre mondiale en tant que commandant du 2e escadron de croiseurs à partir de 1940, puis en tant que commandant du 2e escadre de bataille et commandant en second de la Home Fleet à partir de 1941. En juin 1942, il dirige l'opération Harpoon, une mission de ravitaillement de Malte, le plan étant d'expédier un convoi naval depuis Alexandrie. Il est fait officier supérieur de la marine britannique, Atlantique occidental en 1942 et prend sa retraite en 1944.

## Famille
En 1915, il épouse Helen Morrall ; ils ont un fils et une fille. En 1941, il épouse Freda Morrall.